# Joseph Gepp
Joseph Gepp (* 9. November 1982 in Wien) ist ein österreichischer Wirtschaftsjournalist. 

## Leben
Gepp studierte auf der Fachhochschule für Journalismus und schloss dieses Studium auch ab. Im Jahr 2007 startete er seine journalistische Karriere bei der Wiener Wochenzeitung Der Falter, bei welcher er bis April 2015 verblieb und wo er zuletzt die Wirtschaftsberichterstattung koordinierte. Am 1. April 2015 wechselte Gepp in die Redaktion des Nachrichtenmagazins Profil, wo er weitere rund 7 Jahre verblieb, bis schließlich am 1. März 2022 bekannt gegeben wurde, dass Gepp die Leitung des Wirtschaftsressorts der Tageszeitung Der Standard übernehmen werde. Er wird diese Stelle mit Mai desselben Jahres antreten.

## Bücher
- Joseph Gepp (Hg.): Die Krise verstehen: Ökonomie. Eine kritische Auseinandersetzung zu ihren Lehren, Theorien und Denkern. Falter Verlag, Wien 2015. ISBN 978-3-85439-528-7

## Auszeichnungen
- 2008: Prälat-Leopold-Ungar-JournalistInnenpreis Anerkennungspreis in der Kategorie Print[4]
- 2017: Österreichischer Umweltjournalismuspreis in der Kategorie Klassische Medien – Print[5]